# Aban (rivière)
Pour les articles homonymes, voir Aban.
L’Aban (en russe : Абан) est une rivière du kraï de Krasnoïarsk en Russie. C'est un affluent de la rivière Oussolka qui appartient au bassin versant du fleuve Ienisseï.